# Браћа Грим (филм)
Браћа Грим (енгл. The Brothers Grimm), амерички је филм из 2005. режисера Терија Гилијама. Главне улоге играју: Мет Дејмон и Хит Леџер.
Браћа Џејк и Вил Грим, који варају људе причама о зачараним бићима и егзорцизмима, стављени су на искушење када наиђу на праву магичну клетву и морају да убију злу краљицу да би је окончали.

## Радња
Радња филма се одвија почетком 19. столећа у Немачкој, коју су окупирале трупе Наполеонове Француске. Браћа Вил (у ствари - Вилхелм) Грим (Мет Дејмон) и Џејк (у ствари - Јакоб) Грим (Хит Леџер) - ситни лопови који зарађују за живот протерујући „зло“ („зле духове“ играју њихови помоћници). Међутим, једног дана падају у руке француског генерала Делатомба (Џонатан Прајс), који их приморава да разоткрију много већу преварантску „магију“: у једном селу неко киднапује девојке, уоквирујући отмице као манифестације магије. Да би спречио браћу да побегну, са њима шаље свог послушника - мајстора мучења Кавалдија (Петер Стормаре).
Доласком у село Марбаден, браћа Грим убрзо сазнају да су сви нестанци деце повезани са „зачараном шумом”. Уз помоћ ловца Анђелике (Лина Хеди), покушавају да у шуми пронађу механизме познате из претходних трикова, али постепено постају уверени да се тамо заправо дешавају невероватне ствари - дрвеће хода, вукодлак лута, а у Усред шуме налази се древна кула у којој живи 500-годишња Краљица огледала (Моника Белучи), која је уз помоћ магије већ стекла вечни живот, а сада покушава да уз помоћ добије вечну младост. крви киднапованих девојака.

## Улоге
| Глумац         | Улога            |
| -------------- | ---------------- |
| Мет Дејмон     | Вилхелм Грим     |
| Хит Леџер      | Јакоб Грим       |
| Петер Стормаре | Меркурио Кавалди |
| Лина Хиди      | Анђелика         |
| Џонатан Прајс  | генерал          |
| Моника Белучи  | Краљица Огледала |
| Лора Гринвуд   | Саша             |
| Макензи Крук   | Хидлик           |
| Ричард Ридингс | Банст            |